# Luis Ricardo Guevara Mora
Luis Ricardo Guevara Mora (2 de setembre de 1961) és un exfutbolista salvadorenc.
Debutà amb 17 anys amb la selecció del Salvador, essent un dels porters més joves en debutar amb una selecció. Participà en la Copa del Món de Futbol de 1982. A la fase de classificació només va rebre un gol. A la fase final fou un dels porters més joves en disputar la competició. En el partit davant Hongria va encaixar 10 gols per un resultat global de 10 a 1, rècord de gols encaixats en un únic partit de la història de la competició.
Pel que fa a clubs, jugà principalment a equips centre-americans, principalment guatemalencs i salvadorencs.